# Wilfried Reypka
Wilfried Reypka (* 6. März 1961 in Querfurt) ist ein deutscher ehemaliger Fußballspieler. Für die BSG Wismut Aue spielte er in den 1980er Jahren in DDR-Oberliga, der höchsten Liga im DDR-Fußball.

## Sportliche Laufbahn
In Sangerhausen unternahm Wilfried Reypka seine ersten Schritte im organisierten Fußball. Zunächst bei Motor Sangerhausen spielend, wechselte er 1975 zur BSG Mansfeldkombinat Sangerhausen. 1980 verhalf er der BSG MK zum Aufstieg in die zweitklassige DDR-Liga. In seiner ersten DDR-Liga-Saison 1980/81 wurde er bis zum 17. Spieltag in 15 Punktspielen regelmäßig als Linksaußenstürmer eingesetzt und erzielte am 3. Spieltag sein erstes Tor in der DDR-Liga. Im Mai 1981 wurde er für 18 Monate zum Wehrdienst in der Nationalen Volksarmee eingezogen. Dort bekam er die Möglichkeit, bei der viertklassigen Armeesportgemeinschaft Vorwärts in Delitzsch weiter Fußball zu spielen.
Da die BSG Mansfeldkombinat in zwischen aus der DDR-Liga abgestiegen war, schloss sich Reypka nach dem Wehrdienst dem DDR-Ligisten BSG Kali Werra Tiefenort an. Er wurde 1982/83 vom 9. Spieltag an in elf Ligaspielen im Sturm eingesetzt und kam zu einem Torerfolg. In der Spielzeit 1983/84 fehlte er bei 22 Punktspielen nur einmal, war mit fünf Toren erfolgreich und wurde von der Fußballzeitschrift fuwo mehrmals als bester Spieler seiner Mannschaft erwähnt.
Unmittelbar nach Beendigung der DDR-Liga-Saison wechselte Wilfried Reypka zum Oberligisten Wismut Aue. Sein erstes Oberligaspiel absolvierte er am 23. Spieltag bei der Begegnung Hallescher FC – Wismut (1:1), in der er in der 70. Minute eingewechselt wurde. Auch in den drei letzten Oberligaspielen war Reypka nur Einwechselspieler. In der Saison 1984/85 schaffte er den Sprung in die Auer Stammelf. Er kam in 25 der 26 Oberligaspiele zum Einsatz, spielte regelmäßig auf der rechten Sturmseite und erzielte seine ersten drei Oberligatore. 1985/86 wurde er ebenfalls 25-mal aufgeboten, wurde nun aber variabel auf allen Sturmpositionen eingesetzt und kam zu zwei weiteren Toren. Danach machten sich bei Reypka gesundheitlich Probleme bemerkbar. In der Saison 1986/87 konnte er nur noch als Einwechselspieler in sechs Oberligabegegnungen eingesetzt werden. Zu Beginn der Spielzeit 1987/88 wurde mit Reypka ein letzter Versuch unternommen, der jedoch schon nach sieben Oberligaeinsätzen, in denen Reypka nur ein Spiel mit 90 Minuten absolvierte, aber noch einmal ein Tor schoss, beendet wurde.
Anschließend wurde seine Mitgliedschaft bei Wismut Aue beendet. Im Laufe der Saison 1988/89 schloss sich Reypka der BSG Chemie Leipzig an, die in der DDR-Liga vertreten war. Er wurde vom 12. Spieltag an eingesetzt, stand aber in den 21 restlichen Punktspielen nur zwölfmal in der Startelf. Die BSG Chemie führte Reypka auch für die Saison 1989/90 wieder im Kader, doch er wurde nur noch einmal in einem Ligaspiel für 17 Minuten aufgeboten.
Wilfried Reypka beendete 1990 seine Laufbahn als Leistungsfußballer, in der er 67 Oberligaspiele mit sechs Toren und 51 DDR-Liga-Begegnungen ebenfalls mit sechs Treffern bestritten hatte. Danach war er als Freizeitkicker noch in Lößnitz und Hettstedt aktiv.